# Musée Carnavalet
Musée Carnavalet, též Musée de l'Histoire de Paris (Muzeum dějin Paříže) je muzeum, které je věnováno dějinám Paříže od vzniku města po současnost. Nachází se v Paříži ve 3. obvodu v historické čtvrti Marais v ulici Rue de Sévigné. K jeho nejcennějším sbírkám patří doklady k Velké francouzské revoluci, obrazy, sochy, nábytek a umělecké předměty. Muzeum sídlí ve dvou městských palácích: hôtel Carnavalet a hôtel Le Peletier de Saint-Fargeau. Obě budovy sice ve skutečnosti odděluje Lycée Victor-Hugo, avšak v prvním patře jsou spojeny galerií. K muzeu je rovněž připojena Archeologická krypta na ostrově Cité.

## Historie muzea
Muzeum bylo založeno v roce 1890 v paláci Carnavalet, který město zakoupilo v roce 1866 na radu barona Haussmanna a v letech 1871-1890 jej nechalo zrekonstruovat a rozšířit, aby se zde bylo lze umístit historické sbírky města Paříže. Další zvětšení proběhlo v roce 1914.
Do paláce byly zakomponovány některé architektonické prvky ze staré Paříže:
- oblouk z ulice Rue de Nazareth na ostrově Cité z let 1552-1556
- fasáda kanceláře společenstva obchodníků s látkami z Les Halles ze 17. století
- výstupek paláce Desmarets z počátku 18. století

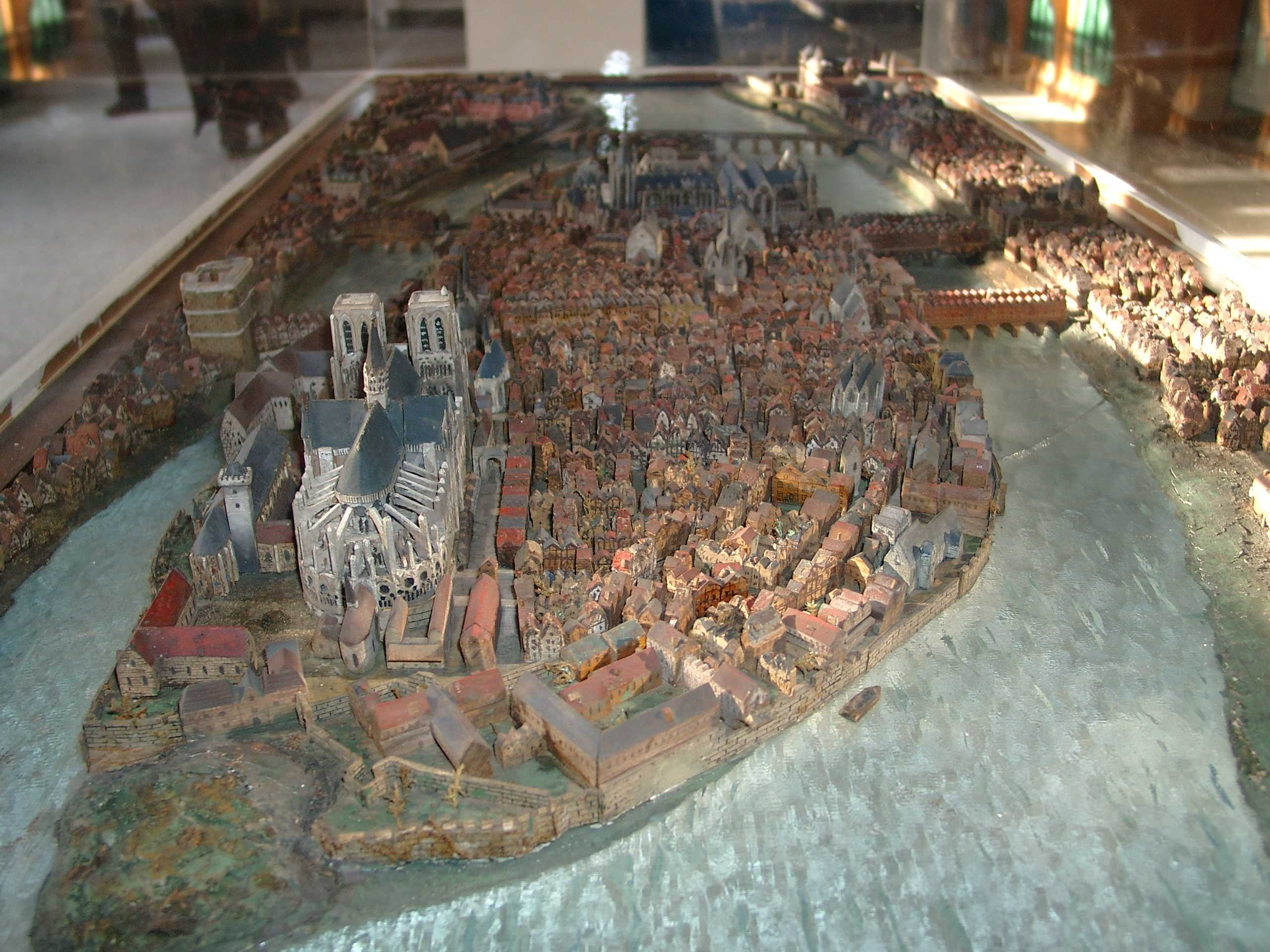
Model středověké Paříže

Hôtel Le Peletier de Saint-Fargeau byl pro muzeum získán v 60. letech 20. století a v letech 1982-1989 prošel nákladnou rekonstrukcí, při které do něj byly začleněny mnohé zajímavé a cenné interiéry:
- kabinet paláce Villacerf obložený malovanými kazetami představující Apollóna a roční období
- kabinet a pokoj z paláce Rivière se stropy a tapiseriemi malíře Charlese Le Bruna (1619-1690)

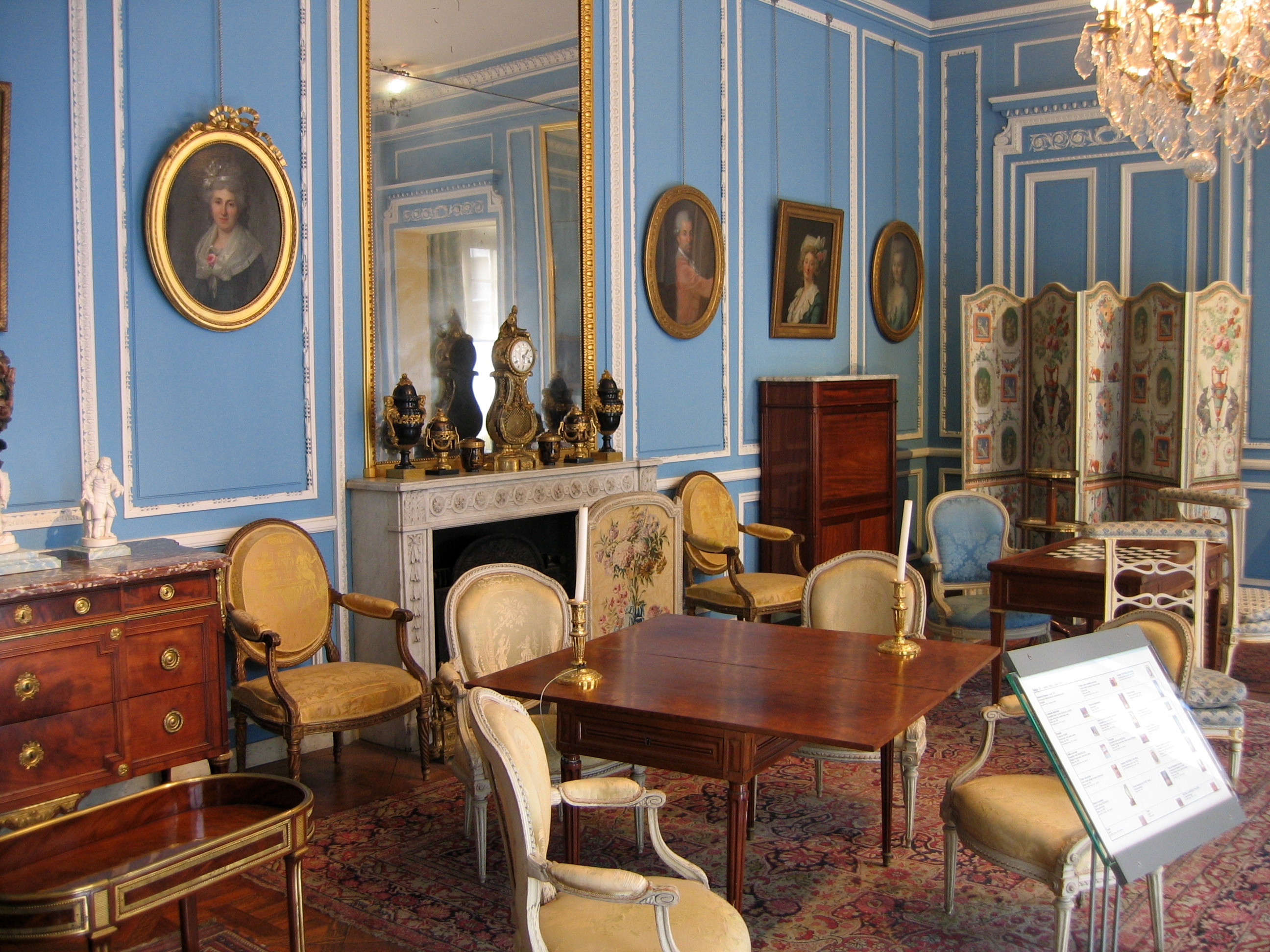
Modrý salón ve stylu Ludvíka XVI.

- dva pokoje ve slohu Ludvíka XV. s výzdobou navrženou architektem Claudem Nicolasem Ledouxem jako příklady novoklasicismu
- vojenská kavárna
- schodiště z paláce Luynes
- osm pokojů ve stylu Ludvíka XV. a Ludvíka XVI. s nábytkem madame de Pompadour ze sbírky, kterou muzeum získalo v roce 1965
- galerie obrazů z 20. století autorů Tsuguharu Fujity, Maurice Utrilla nebo Marcela Gromairea
- dvanáct místnosti zasvěcených Velké francouzské revoluci, kde se nachází např. domino a olovění vojáčci malého Dauphina - Ludvíka XVII., klíče z Bastily, dobová pouta, modely gilotin, schránka s vlasy Ludvíka XVI., nábytek královny Marie Antoinetty a postel madame Élisabethy, mladší sestry Ludvíka XVI.
- sály věnované druhému císařství
- pokoj Marcela Prousta, ve kterém sepsal Hledání ztraceného času
- pokoj, ve kterém básnířka Anna de Noailles (1876-1933) přijímala své přátele
- pokoj francouzského spisovatele Paula Léautauda (1872-1956)
- salón z Café de Paris ve stylu secese, který vytvořil architekt Henri Sauvage
- zlatnictví Fouquet z ulice Rue Royale, jehož výzdobu navrhl Alfons Mucha
- taneční sál paláce Wendel, jehož stěny vymaloval malíř José Maria Sert (1876-1945)

## Expozice
- Stálá expozice prací fotografa Henri Cartier-Bressona.